# Stop! (piosenka Sam Brown)
Stop! – piosenka brytyjskiej piosenkarki popowej Sam Brown z albumu Stop!. Singiel z utworem wydany został w 1988 roku przez wytwórnię  A&M Records. Autorami piosenki są Bruce Brody, Gregg Sutton oraz Sam Brown.

## Lista utworów
singiel CD
1. „Stop!” (edit)
2. „Blue Soldier”

singiel 7″
1. „Stop!” (edit)
2. „Blue Soldier”

singiel 12″
- strona A

1. „Stop!” (album version)
2. „Poor Frank”

- strona B

1. „Blue Soldier”
2. „Bones”

## Listy przebojów
| Lista (1988)                     | Pozycja |
| -------------------------------- | ------- |
| UK Singles Chart                 | 52      |
| Lista (1989)                     | Pozycja |
| Australian ARIA Singles Chart    | 4       |
| Ö3 Austria Top 40                | 3       |
| French SNEP Singles Chart        | 2       |
| German Singles Chart             | 7       |
| Irish Singles Chart              | 5       |
| Norwegian VG-lista Singles Chart | 1       |
| Sverigetopplistan                | 11      |
| Swiss Singles Chart              | 5       |
| UK Singles Chart                 | 4       |

## Wersja Edyty Górniak
W 1999 roku na polskim rynku ukazał się singel polskiej piosenkarki popowej Edyty Górniak. Piosenka „Stop!” w jej wykonaniu pojawiła się na albumie Live ’99, który wydany został w tym samym roku nakładem wytwórni ORCA i Pomaton EMI. Singel został wydany wyłącznie w formie wykonania koncertowego.
W 1989 roku w programie telewizyjnym Zbigniewa Górnego Śpiewać każdy może wokalistka wykonaniem utworu „Stop!” zadebiutowała na wielkiej scenie muzycznej.

### Lista utworów
1. „Stop!” (album version) – 4:29[7]

### Listy przebojów
| Lista                              | Pozycja |
| ---------------------------------- | ------- |
| Lista przebojów Programu Trzeciego | 7       |